# Železničná spoločnosť Slovensko

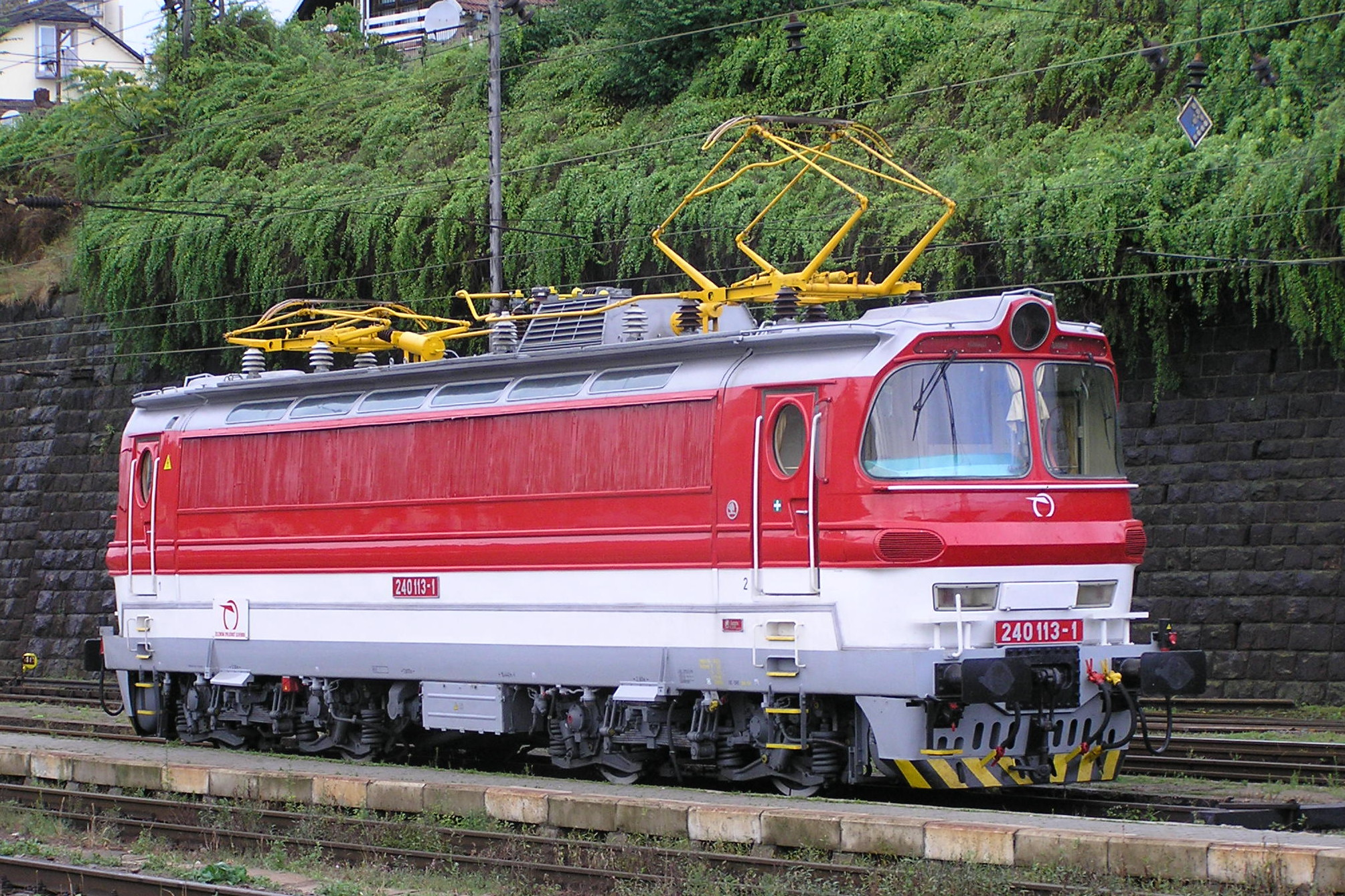
Електровоз з логотипом компанії «Železničná spoločnosť Slovensko»

Акціонерне товариство «Залізнична компанія Словаччина» (словац. Železničná spoločnosť Slovensko, a. s.; абревіатура ZSSK) — словацький залізничний оператор, займається пасажирськими перевезеннями. Штаб-квартира компанії розташована в Братиславі.
Перша залізниця на теренах Словаччини була прокладена 1840 року.
У 2002 році була створена компанія Železničná spoločnosť яка була правонаступником компанії Železnice Slovenskej republiky.
В 2005 році нова компанія була додатково поділена на «Železničná spoločnosť Slovensko» яка повинна була спеціалізуватися на пасажирських перевезеннях і на «Železničná spoločnosť Cargo Slovakia» яка повинна займатися перевезеннями вантажів.
У січні 2011 року «Železničná spoločnosť Slovensko» втратила своє монопольне становище в області пасажирських перевезень. Компанія RegioJet отримала контракт на перевезення за маршрутом Братислава - Дунайська-Стреда - Комарно.
У локомотивному парку компанії електровози серії 380 і 37 електровозів E 499.3, приписаних в локомотивних депо міст Жиліна і Кошиці.. З 3480 км залізниць 43% електрифіковано.

## Модернізація та цифровізація
ZSSK інвестує в модернізацію, реставрацію та придбання вагонів і локомотивів. Інвестиції в автопарк становлять понад 550 млн. євро, що є найбільшим оновленням автопарку за останні 20 років.
В даний час ЗССК має сім центрів управління технічно-ремонтним обслуговуванням, які керують загалом 18 вагоноремонтними робочими місцями та центрами огляду та ремонту. До 2023 року ZSSK планує побудувати три нові сучасні центри техніко-гігієнічного обслуговування (THÚ) у містах Нові Замки, Зволен і Гуменно вартістю понад 100 мільйонів. євро.